# Aszalványbogár
Az aszalványbogár (Carpophilus hemipterus) a rovarok (Insecta) osztályának a bogarak (Coleoptera) rendjébe, ezen belül a mindenevő bogarak (Polyphaga) alrendjébe és a fénybogárfélék (Nitidulidae) családjába tartozó faj.

## Megjelenése
Az aszalványbogár 2-4 milliméter hosszú, ovális alakú, tarka bogár.

## Életmódja
Ez a rovarfaj szárított gyümölcsökben, zöldségekben, orvosi székfűben (Matricaria recutita), narancsban és gombában (Fungi) keresi otthonát. A nedvesebb tápanyagot és a meleget kedveli, ezért csak ott szaporodik el, ahol ilyen körülményeket talál. Elsősorban a lárva károsít; úgy, hogy átlyuggatja és morzsalékos ürülékével erősen szennyezi az élelmiszert. A lakásba rendszerint fertőzött élelmiszerrel kerül be.

## Szaporodása
A Carpophilus hemipterus nőstény a táplálékon kisebb-nagyobb csomókban helyezi el nagy számú petéjét. A 9 milliméteres, sárga színű lárvák, kikelés után belefurakodnak az élelmiszerbe, s azt fokozatosan felfalják.

## Védekezés ellene
A fertőzést a táplálékául szolgáló élelmiszerek gondos átválogatásával és a bogár járta anyagok szemétbe dobásával vagy elégetésével szüntetjetjük meg. Rovarirtó szert fölösleges használni. Mivel a száraz és hideg környezetet nem kedveli, a kamra és a konyha gyakori szellőztetésével is védekezhetünk a Carpophilus hemipterus ellen.